# Milano-Torino 1934
La Milano-Torino 1934, ventiduesima edizione della corsa, si svolse l'8 aprile 1934 su un percorso di 243,8 km con partenza a Milano e arrivo a Torino. Riservata a professionisti e indipendenti, fu vinta dall'italiano Mario Cipriani, che completò il percorso in 7h14'15" precedendo per distacco i connazionali Orlando Teani e Giuseppe Graglia. Alla prova, organizzata dallo Sport Club Paracchi di Torino, parteciparono 85 ciclisti.

## Percorso
Partito dal Poligono di Boldinasco a Milano, il percorso si caratterizzò per sostanziale pianura fino ad Arona; da qui si avviò verso Biella con i primi lievi saliscendi fino alla salita della Serra d'Ivrea. Dopo la discesa su Ivrea, il percorso proseguì con la salita ad Alice Superiore, la discesa verso Castellamonte e la salita di Rocca Canavese; da lì si avviò prima verso Ciriè e poi verso Corso Peschiera a Torino, sede del traguardo dopo 243,8 km di gara.

## Ordine d'arrivo (Top 10)
| Pos. | Corridore         | Squadra       | Tempo    |
| ---- | ----------------- | ------------- | -------- |
| 1    | Mario Cipriani    | Fréjus        | 7h14'15" |
| 2    | Orlando Teani     | Olympia       | a 30"    |
| 3    | Giuseppe Graglia  | S.C. Vigor    | a 1'45"  |
| 4    | Remo Castiglione  | S.C. Paracchi | s.t.     |
| 5    | Nino Sella        | Maino         | a 5'10"  |
| 6    | Ernesto Taddei    | 35ª L. MVSN   | a 7'45"  |
| 7    | Antonio Folco     | S.C. Paracchi | a 9'45"  |
| 8    | Edoardo Molinar   | G.S. Spa      | s.t.     |
| 9    | Edoardo Stretti   | 35ª L. MVSN   | s.t.     |
| 10   | Vasco Bergamaschi | Maino         | s.t.     |